# Sutton St. Nicholas
Sutton St. Nicholas – wieś w Anglii, w hrabstwie Herefordshire. W 1851 wieś liczyła 245 mieszkańców.